# Copa del Rey (voile)
 (mars 2024).
Si vous disposez d'ouvrages ou d'articles de référence ou si vous connaissez des sites web de qualité traitant du thème abordé ici, merci de compléter l'article en donnant les références utiles à sa vérifiabilité et en les liant à la section « Notes et références ».
La Coupe du Roi (en espagnol : Copa del Rey de Vela) est une compétition de voile espagnole organisée par le Real Club Náutico de Palma de Majorque aux Îles Baléares. Elle a été créée en 1982 et se court tous les ans dans la baie de Palma pendant une semaine d'été.
Le roi d'Espagne Juan Carlos venait y participer.